# Mircea Diaconu
Mircea Diaconu (ur. 24 grudnia 1949 w Vlădești, zm. 14 grudnia 2024 w Bukareszcie) – rumuński aktor filmowy i teatralny, wykładowca akademicki i polityk, w 2012 minister kultury, deputowany do Parlamentu Europejskiego VIII kadencji.

## Życiorys
W 1967 ukończył szkołę średnią, a w 1971 studia aktorskie w Instytucie Teatralnym „Ion Luca Caragiale” w Bukareszcie. W 1970 debiutował w Teatrze Bulandra, rok później otrzymał pierwszą rolę filmową w produkcji Nunta de piatra. Od 1972 był etatowym pracownikiem Teatru Bulandra, w 1982 dołączył do zespołu aktorskiego Teatru Nottara. W 1990 zrezygnował z etatu, przechodząc do wykonywania wolnego zawodu. Grał w licznych kasowych rumuńskich filmach, m.in. w Filantropii. W późniejszym czasie zajął się również pracą akademicką jako profesor macierzystej uczelni, objął też stanowisko dyrektora Teatru Nottara. W trakcie pełnienia tej funkcji naraził się na zarzuty nepotyzmu, gdy okazało się, że na stanowisku dyrektora artystycznego placówki zatrudnił własną żonę.
Mircea Diaconu zaangażował się w działalność Partii Narodowo-Liberalnej. W latach 2008–2012 z jej ramienia zasiadał w rumuńskim Senacie. W maju 2012 powołany na stanowisko ministra kultury w rządzie Victora Ponty. Zrezygnował z tego urzędu po kilku tygodniach po orzeczeniu sądu kasacyjnego stwierdzającego, że łączenie przez niego przez trzy lata mandatu senatora i stanowiska dyrektora teatru naruszało obowiązujące przepisy prawa.
W 2014 Mircea Diaconu jako kandydat niezależny z powodzeniem wystartował w wyborach europejskich, uzyskując mandat deputowanego do PE VIII kadencji. W PE zasiadał do 2019. W tym samym roku kandydował w wyborach prezydenckich z poparciem ugrupowań ALDE i PRO Rumunia, zajmując w pierwszej turze głosowania 4. miejsce z wynikiem 8,9% głosów.
Zmarł 14 grudnia 2024 w Institutul Clinic Fundeni w Bukareszcie na skutek raka jelita grubego.